# Peyrat-de-Bellac
Peyrat-de-Bellac é uma comuna francesa na região administrativa da Nova Aquitânia, no departamento de Alto Vienne. Estende-se por uma área de 31,2 km². Em 2010 a comuna tinha 1 078 habitantes (densidade: 34,6 hab./km²).